# جون أرنولد بيكر
جون أرنولد بيكر (بالإنجليزية: John Arnold Baker)‏ هو سياسي بريطاني (وحمل سابقاً جنسية المملكة المتحدة لبريطانيا العظمى وأيرلندا)، ولد في 5 نوفمبر 1925، وتوفي في 13 يونيو 2016. حزبياً، نشط في الحزب الليبرالي.